# 沼田分屯地
沼田分屯地（ぬまたぶんとんち、JGSDF Vice-Camp Numata）は、北海道雨竜郡沼田町字沼田1142番地1に所在し、沼田弾薬支処等が駐屯する陸上自衛隊旭川駐屯地の分屯地である。

## 概要

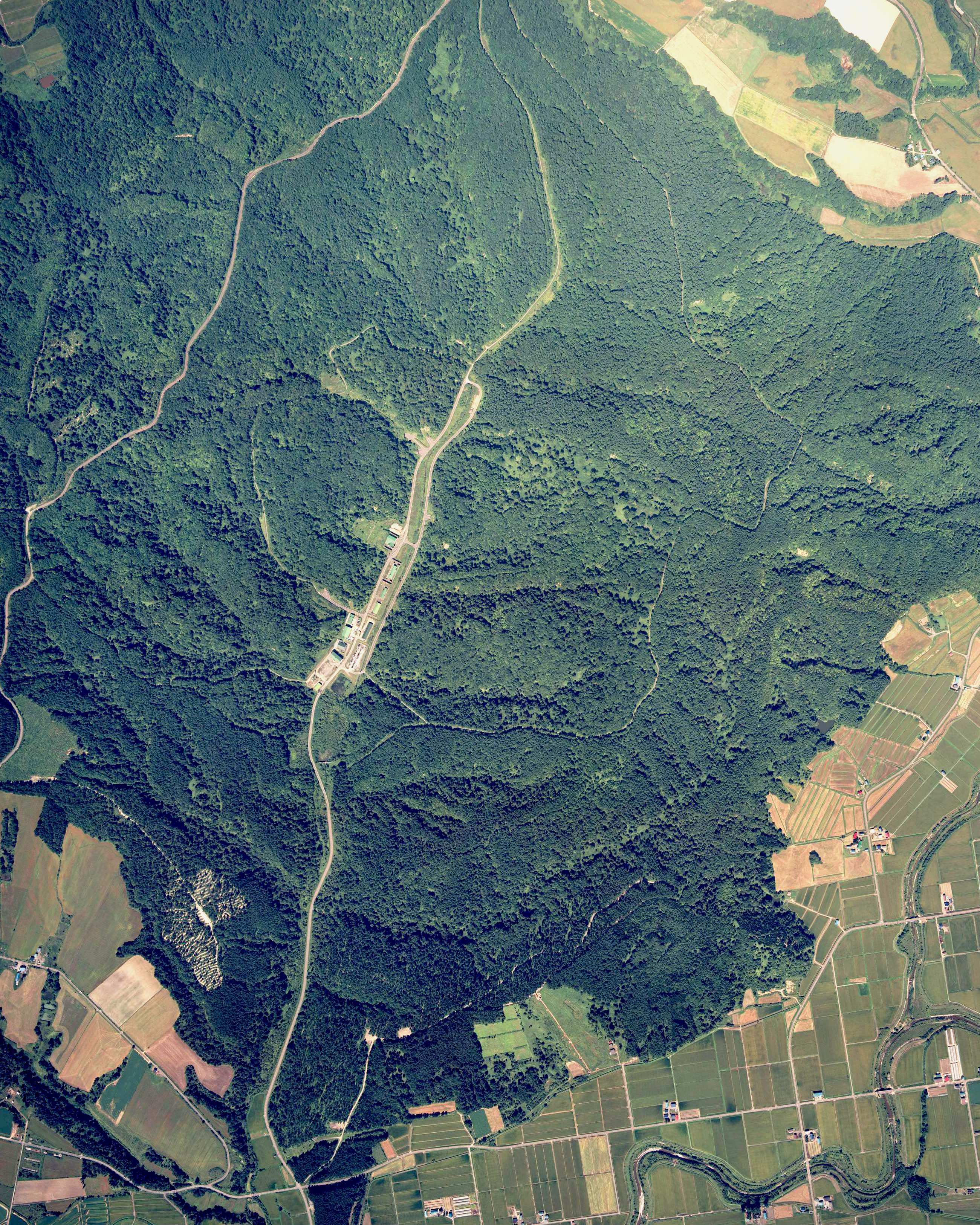
沼田分屯地周辺の空中写真。2009年9月2日撮影。。

分屯地司令は、沼田弾薬支処長が兼務。警衛は旭川駐屯地所在部隊が担当。面積約340万㎡

## 沿革
陸上自衛隊旭川駐屯地沼田分屯地
- 1990年（平成02年）3月26日：陸上自衛隊北海道地区補給処沼田弾薬支処が編成完結。沼田分屯地の開設式[2]。
- 1998年（平成10年）3月26日：陸上自衛隊北海道補給処沼田弾薬支処に改称。
- 2023年（令和05年）9月18日：次年度より弾薬庫整備のための調査を実施することが報道された[3]。

## 駐屯部隊

### 北部方面隊隷下部隊
- 北海道補給処
  - 沼田弾薬支処
- 北部方面システム通信群
  - 第101基地システム通信大隊
    - 第301基地通信中隊
      - 沼田派遣隊

### 防衛大臣直轄部隊
- 北部方面警務隊
  - 第119地区警務隊
    - 沼田連絡班

## 最寄の幹線交通
- 高速道路：深川留萌自動車道 深川西IC
- 一般道：国道233号、国道275号、北海道道98号旭川多度志線、北海道道549号峠下沼田線
- 鉄道：JR北海道留萌本線 石狩沼田駅
- 港湾：留萌港（重要港湾）
- 飛行場：旭川空港（第二種空港）